# Вонгровецкий повет
Вонгровецкий повет (пол. Powiat wągrowiecki) — повет (район) в Польше, входит как административная единица в Великопольское воеводство. Центр повета — город Вонгровец. Занимает площадь 1040,8 км². Население — 69 900 человек (на 31 декабря 2015 года).

## Административное деление
- города: Вонгровец, Голаньч, Скоки
- городские гмины: Вонгровец
- городско-сельские гмины: Гмина Голаньч, Гмина Скоки
- сельские гмины: Гмина Дамаславек, Гмина Месциско, Гмина Вапно, Гмина Вонгровец

## Демография
Население повета дано на 31 декабря 2015 года.
| Перепись            | Всего | Мужчины | Женщины |
| ------------------- | ----- | ------- | ------- |
| Всего               | 69900 | 34749   | 35151   |
| Городское население | 32838 | 15985   | 16853   |
| Сельское население  | 37062 | 18764   | 18298   |